# آلما (فیلم ۱۳۷۱)
آلما فیلمی به کارگردانی اکبر صادقی و نویسندگی اکبر صادقی و تیرداد سخایی محصول سال ۱۳۷۱ است.

## خلاصه داستان
پاشا دختر شش ساله‌اش آلما را در منطقه مرزی شمال گم می‌کند. با آغاز تحولات در شوروی یکی از آشنایان پاشا به نام یونس خبر می‌دهد که آلما را در آذربایجان شوروی دیده‌اند و او به جرم فعالیت ضد کمونیستی دستگیر و به اعدام محکوم شده است. عادل از اعضای حزب کمونیست آذربایجان به آلما علاقه‌مند است، اما تلاش‌های او برای نجات جان دختر به نتیجه نمی‌رسد. پاشا با همکاری یوسف و برادرش یونس با عبور از مرز آذربایجان به خاک شوروی وارد می‌شوند. یوسف تیر می‌خورد و تلاش دکتر آلکسی، پزشک مخصوص دبیرکل حزب و دوست قدیمی پاشا برای مداوای یوسف بی‌نتیجه می‌ماند. به وسیله آلکسی پاشا دختر را در زندان ملاقات می‌کند. آلکسی فاش می‌کند که عادل جاسوس حزب است و گروهی از مسلمان‌ها را به دام انداخته است و پس از آن یونس عادل را از پا درمی‌آورد. آلما می‌پذیرد که با رئیس زندان ملاقات کند، اما فرار می‌کند و به کمک پدرش و یونس پس از کشتن رئیس زندان می‌گریزند. آنها با همکاری ناخدای یک کشتی به سوی ایران حرکت می‌کنند.

## بازیگران
- جمشید مشایخی
- افسانه بایگان
- علی معلم
- رضا رویگری
- مهدی رئیس فیروز
- بهروز زهره‌وند
- بهرام محمدی پور
- طلعت رحمان‌اف
- دمیتری بگدانف
- پرتوریا کووفسکی
- فاطمه امین اوا
- نوربالا محمداف
- آیدر پژونف
- لنگار آقایف
- تالی وردی عزیزاف
- علی علی اف
- قنبر حسن‌اف
- سولماز علی‌زاده
- انور حسن‌اف
- پومار اسوبار
- هانیه اسوبار
- توفیق احمداف
- آیتن آوااف